# Minami Jirō

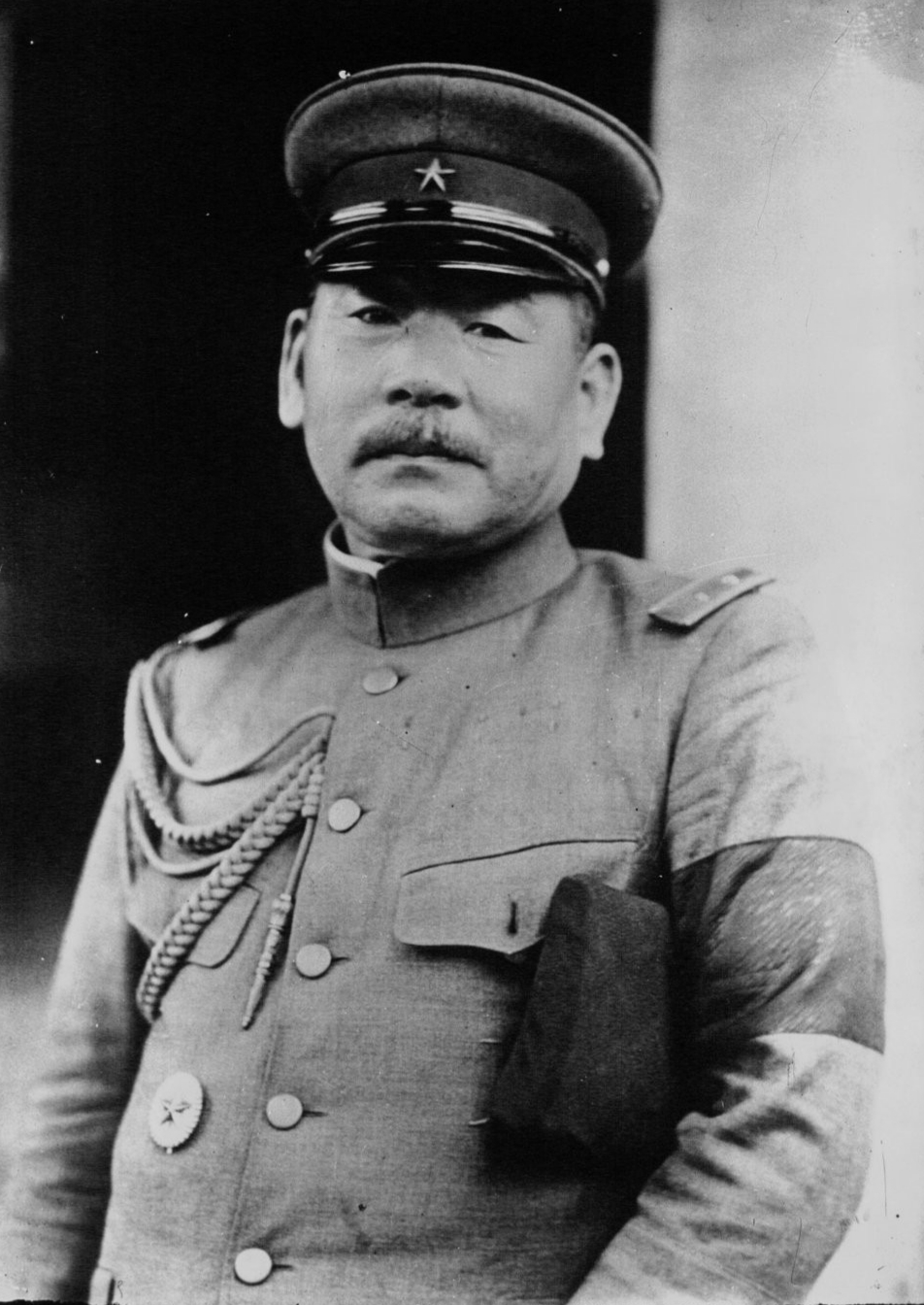
Minami Jirō, 1931.

Minami Jirō (jap. 南 次郎; * 10. August 1874 in Takada, Kunisaki-gun, Japanisches Kaiserreich (heute: Bungo-Takada, Japan); † 5. Dezember 1955 in Tokio) war ein Politiker und General der Kaiserlich Japanischen Armee.

## Leben
Der in Takada in der Präfektur Ōita in eine ehemalige Samurai-Familie hineingeborene Minami besuchte nach seiner Schullaufbahn die Heeresoffizierschule und schloss im Jahr 1895 deren zweiten Jahrgang ab und wurde im Anschluss als Unterleutnant in die Kavallerie übernommen.
Im Russisch-Japanischen Krieg diente er im Stabshauptquartier und als Kommandeur einer Kompanie des 1. Kavallerieregiments, mit der er an der Belagerung von Port Arthur teilnahm. Noch während des Krieges wurde er zum Major befördert. Von 1914 bis 1917 kommandierte er das 13. Kavallerieregiment, bevor er bis 1919 Chef der Abteilung für Kavallerie im Heeresministerium wurde. Im Anschluss hieran wurde er zum Generalmajor befördert.
Von Juli 1919 bis Januar 1921 war er Oberbefehlshaber der Garnisonsarmee China in Tianjin.
Von 1921 bis 1922 befehligte er die 3. Kavalleriebrigade und ab 1923 war er Kommandant der Heereskavallerieschule. Nach dieser Verwendung wurde er bis 1924 Kommandant der Heeresoffizierschule.
1926 folgte die Beförderung zum Generalleutnant und die Verlegung zur 16. Division, welche er bis 1927 befehligte. Nach dieser Verwendung wurde er bis 1929 Vizestabschef im Generalstab und schließlich bis 1930 Oberbefehlshaber der im japanischen Korea stationierten Chōsen-Armee.
Nach seiner Rückkehr nach Japan war er Heeresminister im zweiten Kabinett von Wakatsuki Reijirō. Während seiner Zeit als Heeresminister war er für die Verlegung von Tatekawa Yoshitsugu zur in der Mandschurei stationierten Kwantung-Armee verantwortlich. Dieser sollte die Armee wieder stärker unter die Kontrolle der Regierung bringen und ihre eigenständigen, gegen China gerichteten Aggressionen unterbinden. Er konnte jedoch nicht den Mukden-Zwischenfall verhindern, welcher zur eigenmächtigen Besetzung der Mandschurei durch die Kwantung-Armee führte.
Nach dem Ende seiner Amtszeit als Heeresminister diente Minami bis 1934 im Obersten Kriegsrat, bevor er bis 1936 Kommandeur der Kwantung-Armee, Generalgouverneur des Pachtgebiet Kwantung und japanischer Botschafter im Marionettenstaat Mandschukuo wurde, welchen die Japaner aus der besetzten Mandschurei geformt hatten.
Nach dem Putschversuch vom 26. Februar 1936 wurde Minami in die Reserve versetzt, jedoch noch im selben Jahr zum Generalgouverneur von Chōsen ernannt, was er bis 1942 blieb. Seine Amtszeit gilt heute als hart im Vergleich zu seinen Vorgängern. So nahm er mehrere liberale Reformen aus den zwanziger Jahren zurück, verbot die meisten koreanischsprachigen Zeitungen und führte die Sōshi-kaimei-Politik ein.
Nach seiner Amtszeit war Minami bis 1945 ein Mitglied im Sūmitsu-in, welches den Tennō beriet und saß darüber hinaus 1945 kurzfristig bis zur Kapitulation Japans im japanischen Herrenhaus.
Nach der Kapitulation wurde er während der Tokioter Prozesse angeklagt, jedoch nur in den Anklagepunkten 1 und 27 verurteilt. Diese warfen ihm vor ein Anführer des Plans gewesen zu sein, einen unprovozierten Angriff gegen China zu starten, was zur Besetzung der Mandschurei führte. Er wurde in diesem Punkt verurteilt, weil er in dieser Zeit Heeresminister gewesen war. Die anderen Anklagepunkte lauteten unter anderem auf Planung eines Angriffskrieges und Misshandlung von Kriegsgefangenen, von denen er jedoch sämtlich freigesprochen wurde. Er wurde zu lebenslanger Haft verurteilt, 1954 jedoch aufgrund seines schlechten Gesundheitszustands begnadigt. Er starb im folgenden Jahr in Tokio.